# جادسون ألفيس دوس سانتوس
جادسون ألفيس دوس سانتوس (بالبرتغالية: Jadson Alves‏) (30 أغسطس 1993 ساو برناردو دو كامبو البرازيل - ) هو لاعب كرة قدم برازيلي، يلعب كلاعب وسط.

## روابط خارجية
- جادسون ألفيس دوس سانتوس على موقع قاعدة بيانات كرة القدم.إي يو (الإنجليزية)
- جادسون ألفيس دوس سانتوس على موقع Soccerway.com (الإنجليزية)
- جادسون ألفيس دوس سانتوس على موقع عالم كرة القدم.نت (الإنجليزية)
- جادسون ألفيس دوس سانتوس على موقع AS.com (الإسبانية)